# Discografia di Colbie Caillat
La discografia di Colbie Caillat, una cantautrice pop, soul, R&B e di musica acustica statunitense, consiste in due album, due EP e cinque singoli. Colbie è diventata famosa grazie a Myspace. Dopo aver firmato un contratto con l'etichetta discografica Universal Republic Records, ha pubblicato il suo album di debutto nel 2007, Coco (2007), che ha venduto oltre due milioni di copie negli Stati Uniti ed è stato certificato doppio disco di platino. Nel 2009 è stato pubblicato il suo secondo album, Breakthrough, che ha raggiunto la vetta della classifica americana, la Billboard 200. È stato certificato disco d'oro per aver venduto oltre mezzo milione di copie.

## Album

### Studio
| Anno                                                              | Dettagli                                                                                                   | Posizioni massime | Posizioni massime | Posizioni massime | Posizioni massime | Posizioni massime | Posizioni massime | Posizioni massime | Posizioni massime | Posizioni massime | Posizioni massime | Certificazioni                                                            |
| Anno                                                              | Dettagli                                                                                                   | US                | AUS               | AUT               | CAN               | FRA               | GER               | NL                | NZ                | SWI               | UK                | Certificazioni                                                            |
| ----------------------------------------------------------------- | --- | ----------------- | ----------------- | ----------------- | ----------------- | ----------------- | ----------------- | ----------------- | ----------------- | ----------------- | ----------------- | ------------------------------------------------------------------------- |
| 2007                                                              | Coco - Pubblicato: 17 luglio 2007 - Etichetta: Universal Republic - Formati: CD, download digitale         | 5                 | 13                | 26                | 12                | 15                | 15                | 11                | 12                | 23                | 44                | - Stati Uniti: 2× Platino - Australia: Oro - Francia: Oro - Svizzera: Oro |
| 2009                                                              | Breakthrough - Pubblicato: 25 agosto 2009 - Etichetta: Universal Republic - Formati: CD, download digitale | 1                 | 59                | 10                | 5                 | 23                | 9                 | 24                | 31                | 10                | 109               | - Stati Uniti: Oro                                                        |
| 2011                                                              | All of You - Data da confermare - Etichetta: Universal Republic - Formati: CD, digital download            | 6                 | 49                | 24                | 10                | 63                | 11                | 55                | —                 | 7                 | 105               |                                                                           |
| "—" indica che l'album non è entrato in classifica in quel Paese. | |                   |                   |                   |                   |                   |                   |                   |                   |                   |                   |                                                                           |

### EP
| Anno | Dettagli                                                                          | US  |
| ---- | --------------------------------------------------------------------------------- | --- |
| 2008 | Coco: Summer Sessions - Pubblicato: 11 novembre 2008 - Formato: Download digitale | 176 |
| 2010 | iTunes Session - Pubblicato: 26 gennaio 2010 - Formato: Download digitale         | 72  |

## Singoli
| 2007                                                                 | Bubbly                | 5   | 1  | 6  | 2  | 10 | 5  | 6  | 11 | 58 | Coco         |
| 2008                                                                 | Realize               | 20  | —  | —  | 37 | —  | 61 | —  | —  | —  | Coco         |
| 2008                                                                 | The Little Things     | 107 | —  | 60 | —  | 51 | 41 | —  | —  | —  | Coco         |
| 2009                                                                 | Fallin' for You       | 12  | 63 | 13 | 28 | 16 | 62 | 31 | 21 | —  | Breakthrough |
| 2010                                                                 | I Never Told You      | 48  | —  | —  | —  | —  | —  | —  | —  | —  | Breakthrough |
| 2011                                                                 | I Do                  | 23  | —  | 30 | —  | 33 | —  | —  | —  | —  | All of You   |
| 2011                                                                 | Brighter Than the Sun | 47  | 94 | 31 | 65 | 44 | —  | —  | 55 | —  | All of You   |
| "—" indica che il singolo non è entrato in classifica in quel Paese. |                       |     |    |    |    |    |    |    |    |    |              |

### Collaborazioni
| 2008                                                                 | You (con gli Schiller) | —  | —  | 64 | 19 | —  | —  | Sehnsucht                           |
| 2008                                                                 | Lucky (con Jason Mraz) | 48 | 56 | 44 | 22 | 10 | 21 | We Sing. We Dance. We Steal Things. |
| "—" indica che il singolo non è entrato in classifica in quel Paese. |                        |    |    |    |    |    |    |                                     |

### Altri singoli
| Anno                                                                 | Singolo                    | Posizioni massime | Posizioni massime |
| Anno                                                                 | Singolo                    | US                | CAN               |
| -------------------------------------------------------------------- | -------------------------- | ----------------- | ----------------- |
| 2007                                                                 | Mistletoe                  | 75                | 56                |
| 2008                                                                 | Dreams Collide             | 96                | —                 |
| 2008                                                                 | Somethin' Special          | 98                | —                 |
| 2008                                                                 | Breathe (con Taylor Swift) | 87                | —                 |
| "—" indica che il singolo non è entrato in classifica in quel Paese. |                            |                   |                   |

## Video musicali
| Anno | Titolo                 | Direttore       |
| ---- | ---------------------- | --------------- |
| 2007 | Bubbly                 | Liz Friedlander |
| 2007 | Realize                | Philip Andelman |
| 2008 | The Little Things      | Darren Doane    |
| 2008 | Kiss the Girl          | Colbie Caillat  |
| 2008 | You (cogli Schiller)   | Sconosciuto     |
| 2009 | Lucky (con Jason Mraz) | Darren Doane    |
| 2009 | Fallin' for You        | The Malloys     |
| 2010 | I Never Told You       | Roman White     |

## Altre canzoni
| Anno | Titolo                                 | Durata | Album                              |
| ---- | -------------------------------------- | ------ | ---------------------------------- |
| 2008 | Out of My Mind                         | 4:38   | WalMart Soundcheck (Live)          |
| 2008 | Lucky (con Jason Mraz)                 | 3:09   | We Sing, We Dance, We Steal Things |
| 2008 | Kiss the Girl                          | 3:16   | DisneyMania 6                      |
| 2008 | Somethin' Special                      | 3:06   | AT&T TEAM USA Soundtrack           |
| 2008 | You (cogli Schiller)                   | 4:26   | Sehnsucht                          |
| 2008 | Breathe (con Taylor Swift)             | 4:25   | Fearless                           |
| 2008 | Hoy me voy (con Juanes)                | 3:20   | La vida... es un ratico en vivo    |
| 2009 | Here Comes the Sun                     | 3:18   | Imagine That (Soundtrack)          |
| 2009 | Here Comes the Sun (con Mikal Blue)    | 2:26   | Imagine That (Soundtrack)          |
| 2009 | Have Yourself a Merry Little Christmas | 3:39   | A Very Special Christmas Vol. 7    |
| 2010 | Fabric of My Life                      | 2:41   | Cotton: The Fabric of My Life      |
| 2010 | If the Moon Fell Down (con Chase Coy)  | 2:53   | Picturesque                        |
| 2010 | Maria                                  | 4:18   | Levi's Pioneer Sessions            |